# 台灣竹雞
臺灣竹雞棲息於臺灣中低海拔的樹林裡。曾被歸類為灰胸竹雞，為臺灣特有種鳥類之一。

## 習性
群居性，常三五成群出沒於林地間，啄食食物，以果實、種子、昆蟲和葉子為食，叫聲類似「雞狗乖~雞狗乖~」。夜晚則休息於樹上，飛行能力不佳。

## 特徵
從臉部至胸部皆為灰色，喉為栗色；身體大致呈現褐色，背上有白斑，腳灰色。雌雄同色，不易分辨，體長約25公分。

## 外部連結
- 台灣竹雞 - eBird （页面存档备份，存于）
- Taiwan Bamboo-Partridge - Bambusicola sonorivox （页面存档备份，存于）